# Trachionus rugosus
Trachionus rugosus är en stekelart som först beskrevs av Zaykov 1982.  Trachionus rugosus ingår i släktet Trachionus och familjen bracksteklar. Inga underarter finns listade i Catalogue of Life.